# Ciudad de Tlalnepantla
Tlalnepantla es una localidad urbana mexicana ubicada en el centro del municipio de Tlalnepantla de Baz, Estado de México, ubicada al centro del estado. Es la cabecera municipal. Según el censo de 2020, cuenta con una población de 658 907 habitantes.
Este municipio es uno de los más cosmopolitas de todo el Estado. En Tlalnepantla conviven cuatro épocas en perfecta armonía: la prehispánica, la colonial, la porfiriana y la contemporánea. Las zonas arqueológicas de Tenayuca y Santa Cecilia tienen una característica única en la arquitectura prehispánica, pues en sus pirámides se encuentra por primera vez el estilo “azteca”, que tiempo después sería usado para el imponente Templo Mayor que se localiza en la Ciudad de México.
Respecto de la vida colonial, uno de los más hermosos ejemplos del estilo barroco está en la Catedral de Corpus Christi, construida por las expertas manos de los indígenas, al igual que el templo de San Bartolomé Apóstol. Junto a la Catedral, en uno de los lados de la plaza central, se encuentra el Palacio Municipal cuyo principal atractivo es una serie de interesantes murales. Del siglo XVI queda la hermosa Hacienda de Santa Mónica, cuyos interiores conservan una opulenta decoración con mobiliario de épocas pasadas y un enorme acervo cultural.
La Hacienda de San Pablo de En medio, por su parte conserva las características propias de las residencias de la época porfiriana. Tlanepantla tiene además muchos elementos de la vida moderna, como centros comerciales, grandes hoteles y restaurantes de prestigio.
La ciudad de Tlalnepantla es un importante destino donde los empresarios e industriales del país pueden llevar a cabo congresos, seminarios, conferencias, reuniones de trabajo y juntas de negocios, debido a su magnífica infraestructura turística. Para el visitante que busca cultura el municipio ofrece sitios prehispánicos y coloniales de gran esplendor.
Tenayuca y Santa Cecilia Acatitlán son sus dos zonas arqueológicas y representan un verdadero hallazgo, pues muestran en sus pirámides el estilo “azteca” que posteriormente se usaría en el Templo Mayor en la Ciudad de México. En ambas zonas hay museos que conservan piezas encontradas en el lugar y excelentes colecciones de cerámica y escultura.
Entre la rica herencia colonial que ostenta Tlalnepantla, está la magnífica Catedral de Corpus Christi, ejemplo del arte indígena en el decorado barroco y en el altar principal labrado en madera y recubierto en hojas de oro. Al exterior las inscripciones prehispánicas constatan la participación de constructores mexicas y otomíes que también intervinieron en la construcción del templo de San Bartolomé Apóstol. Junto a la Catedral se encuentra el Palacio Municipal del que resaltan los magníficos murales que prácticamente recubren todas sus paredes.
En las afueras de la ciudad se encuentra la hermosa Hacienda de Santa Mónica del siglo XVI, construcción de la orden de los monjes agustinos, que se puede visitar previa reservación. Su decoración interna es notable por sus columnas ricamente labradas y sus escudos de armas. El casco y los jardines se rentan para eventos culturales y sociales. La hacienda de San Pablo de Enmedio muestra al visitante una belleza propia de la época porfiriana, con sus corredores que rodean los jardines internos y externos. Es tal la belleza de esta hacienda que ha sido usada en innumerables filmaciones y eventos de renombre.

## Patrimonio Natural, Cultural e Histórico
- Parque Estatal "Sierra de Guadalupe"

FESTIVALES
- Festival Posada Navideña. Convivio de fin de año, presentaciones de obras de teatro navideños danza y música.[6]
- Festival Día de muertos, Posada de fin de año
- Festival Día Internacional de la Danza, Hace referencia a las prácticas y costumbres que son tradicionales de pueblos y la cultura, éstos incluyen relatos, artesanías, música y bailes; asimismo nos permite el acercar la cultura a la comunidad y fortalecer las costumbres y tradiciones.[7]

MUSEOS
- Museo de Sitio de Tenayuca Xólotl, Secretaría de Cultura/INAH. Este museo reabrió sus puertas al públicoel 30 de mayo de 2019, luego que desde finales de octubre de 2018, atravesó por una intensa renovación museográfica y mejoras en sus áreas de servicios. Con una renovada exposición permanente que se integra por más de 60 piezas arqueológicas procedentes de las propias excavaciones en el basamento piramidal de Tenayuca, y de sitios como Santa Cecilia y del Museo Nacional de Antropología. El museo ofrece al público un recorrido histórico de la región de Tenayuca, considerado como el primer poblado importante de los chichimecas en la cuenca de México, fundado por Xólotl en 1224. El acervo está compuesto por materiales cerámicos y líticos del sitio, así como restos óseos de humanos y de animales. Está enclavado en el inicio de la zona arqueológica Tenayuca I y II.  Exhibe piezas arqueológicas representativas de los chichimecas, uno de los grupos étnicos con mayor importancia en el Valle de México, tales como vasijas trípodes, figurillas antropomorfas, monolitos de piedra, pinturas y fotografías que ilustran la vida del pueblo, el rescate y reconstrucción del lugar. Además, en este museo hay materiales cerámicos y líticos del sitio, así como restos óseos de humanos y de animales. Hay también una maqueta elaborada en madera de la Pirámide de Tenayuca y un bracero.
- Museo Hacienda de Santa Mónica, Fundación Cultural Antonio Haghenbeck y de la Lama, I.A.P.Museo de la Escultura Mexica Eusebio Dávalos Hurtado, Secretaría de Cultura/INAH. La hacienda de Santa Mónica tiene su origen en el año de 1573, cuando los frailes agustinos compran las tierras, la casa, el molino y el ganado. Deciden darle este nombre en recuerdo de la madre de san Agustín. En la entrada tallaron en cantera el emblema de su orden: un corazón atravesado por tres flechas y grabaron el año de la fundación de la hacienda en 1573. Pronto la hacienda se convirtió en la unidad productiva más grande de la zona y en una de las principales proveedoras de harina de trigo para la Ciudad de México de aquellos años. Antonio Haghenbeck y de la Lama adquirió el inmueble en 1947 y fue el último dueño de la hacienda. Decidió que el lugar fuera un museo, motivo por el cual estableció la Fundación Cultural Antonio Haghenbeck y de la Lama, I.A.P.

Tras una intensa labor de rescate, reconstrucción y acondicionamiento que le llevó varios años al señor Haghenbeck, en la actualidad los visitantes pueden observar el antiguo molino, que es un amplio y suntuoso salón adornado con gobelinos y un rico mobiliario. Un salón con muebles y pinturas coloniales. Un baño, que según la tradición fue propiedad de la Malinche, se trata de una especie de tina ornamentada con azulejos de Talavera del siglo XVII amarillos verdes y azules, colocados en zigzag. En el segundo piso otra serie de salones, entre ellos uno de juegos con el típico billar del siglo XIX. En todos hay piezas excepcionales como papeleras italianas y españolas del siglo XVII con incrustaciones de piedras semipreciosas. Otras con escenas del descubrimiento de América y del Quijote, labradas en marfil y en concha de tortuga. 
Gobelinos de los siglos XV al XVII, relojes Grandfather, candiles bargueños del siglo XVII, escritorios de marfil filipino, muebles de madera ebanizada con incrustaciones de hueso y de marfil, mobiliario East Lake del siglo XIX. Una de las salas principales muestra los retratos que don Antonio Haghenbeck y de la Lama pintó de sus abuelos doña Josefa Sanromán (discípula del pintor Pelegrín Clavé) y don Carlos Haghenbeck Kunhart.
En sus instalaciones se imparten talleres permanentes y de verano para los niños. Se programan conciertos, conferencias y puestas en escena.
- Museo de la Escultura Mexica Eusebio Dávalos Hurtado, Secretaría de Cultura/INAH

Casa de campo adaptada para la exposición del estilo de vida del periodo Porfiriano de finales del siglo XIX e inicios del siglo XX, también se exhibe escultura pétrea de la cultura mexica de la cuenca de México.
- Zona Arqueológica de Tenayuca

Al pie del cerro del Tenayo, a 10 Km. al norte de la Ciudad de México, se encuentra la zona arqueológica de Tenayuca que significa “Lugar amurallado”. Esta pirámide, dedicada al Sol y a la Tierra, fue construida en el año 1143 d. C., y se considera como la primera capital de los chichimecas. También se conoce como "Oxtopolco" que quiere decir "Lugar de muchas cuevas". La pirámide de Tenayuca presenta diversos niveles, construidos bajo el mismo patrón de distribución y decoración.
Los elementos propios de este estilo están en la base de la pirámide, una plataforma con cabezas sobresalientes de serpientes, cuyos cuerpos forman un “coatepantli” (“muralla de serpientes”); una escalinata orientada hacia el poniente dividida en dos alfardas conducían a dos templos gemelos que estaban en la parte superior, uno dedicado a Tláloc y el otro a Huitzilopochtli. Este estilo arquitectónico de templo doble fue retomado por los mexicas cuando construyeron el Templo Mayor de la Gran Tenochtitlán. En 1898 se iniciaron las primeras exploraciones arqueológicas y en 1925 se descubrió esta importante pirámide. Existe una zona de estacionamiento.
- Museo Xólotl de Tenayuca

Este museo ubicado junto a la pirámide de Tenayuca cuenta con 95 piezas originales encontradas en la zona arqueológica, entre las que sobresalen esculturas en piedra, puntas de flecha en obsidiana, cerámica utilitaria y 40 cuadros al óleo que representan la historia del pueblo chichimeca y mexica.
- Zona Arqueológica de Santa Cecilia Acatitlán

Esta zona arqueológica fue descubierta en 1922 por el arquitecto y antropólogo Eduardo Parellón Moreno. Cuenta con una pirámide de menores dimensiones que la de Tenayuca, construida en el año de 1250 d. C. Tiene el estilo “azteca” e indica el paso de la divinidad Quetzalcóatl por esta población. Con una altura de 8 metros y una base rectangular muestra cuerpos superpuestos entre los que se distinguen claramente seis de ellos. El primero coincide con la llegada del pueblo chichimeca al Valle de México. La pirámide también tiene una escalinata que se bifurca en la cúspide donde se encontraban dos “teocallis" gemelos o "Casas de Dios", de los cuales, actualmente sólo queda uno. En el exterior se pueden apreciar unas piedras que sobresalen a modo de clavos y que representaban las estrellas. En la parte trasera de la pirámide, se encontró una inmensa calavera monolítica que probablemente estaba empotrada en algún muro.
- Museo de Sitio Dr. Eusebio Dávalos

Junto a la zona arqueológica se encuentra el museo Dr. Eusebio Dávalos, en honor a su fundador; ofrece una exposición permanente de pequeñas esculturas en piedra, cerámica, herramientas y una colección de fotografías de los hallazgos, así como puntas de flecha de la cultura mexica y teotihuacana.
- Catedral de Corpus Christi

Localizada en la plaza Dr. Gustavo Baz, en el corazón del municipio, la Catedral de Corpus Christi es una sobria construcción de estilo plateresco. Se inició en el año de 1554 y se terminó en 1557 según la inscripción que hay en la puerta norte. La sencilla fachada tiene tres niveles que emulan un arco adornado, rematado por un arco de medio punto. Tiene una sola nave y accesos en los cuatro puntos cardinales. Un rasgo importante son las inscripciones otomíes y mexicas que se encuentran talladas en los muros exteriores, demostrando así que ambas etnias participaron en la construcción. Uno de los atractivos de la catedral es el magnífico retablo barroco dividido en tres partes como si se tratara de un icono tallado en madera y recubierto en hojas de oro. Entre los nichos decorados con estatuas de santos y excelentes pinturas al óleo de la época colonial representan escenas religiosas; en el centro se encuentra un Cristo hecho de pasta de caña en perfectas condiciones y considerado una valiosa joya del siglo XVI. Junto a la sacristía hay una pila bautismal que tiene grabado el jeroglífico de “Tenayuca” y la fecha “7 calli” que según el calendario tolteca corresponde al año 1554. Vale la pena admirar los frescos del convento, que por su hermosura recuerdan los murales de los conventos de Otumba y Zinacantepec.
- Palacio Municipal

Junto a la Catedral de Corpus Christi y la Plaza Cívica, se ubica el Palacio Municipal que conserva sin cambios su arquitectura modernista. El gran atractivo del palacio son sus murales que narran la historia de México en sus diferentes etapas. En el primer piso se encuentran los murales llamados “Cuña”, que datan de 1955 y 1956. En la parte posterior, una pintura realizada en 1994 por el maestro Julio Carrasco Bretón escenifica Tlalnepantla desde las raíces hasta la actualidad. En las paredes de la escalera, se encuentran murales realizados por el Grupo de Artes Plásticas de la UNAM en 1996, en donde se representa el presente, el pasado y el futuro en una magnífica composición llamada “El Umbral Hacia el Nuevo Milenio”.
- Hacienda Santa Mónica

Ésta es una hermosa hacienda del siglo XVI, antiguamente una encomienda de la orden Agustina les da el título de propiedad. Lleva el nombre de Santa Mónica, la madre de San Agustín, fundador de la orden. El muro liso que la encierra recuerda una fortaleza y esconde una fastuosa construcción con columnas y escudos de armas del estilo plateresco, salones con un inmenso acervo cultural, además de los bellos y tranquilos corredores. Al exterior se encuentra en muy buen estado, en el interior se admira el molino, el establo y la tienda de “raya”, donde los empleados indígenas de la colonia se abastecían de lo necesario. Son dignos de resaltar los inmensos jardines que rodean el casco, pues la propiedad cuenta con 36,000 metros cuadrados de áreas verdes; además del mobiliario de otros siglos que nos transportan a los Esplendores del Pasado.
- Mundo E

El ritmo del progreso de la zona urbana e industrial de Tlalnepantla demanda servicios que satisfagan las necesidades prioritarias de sus habitantes y visitantes, por lo que cuenta con varias Plazas y Centros Comerciales para el abastecimiento y recreación de la población, uno de estos centros es Mundo E, que cuenta con tiendas comerciales donde se encuentran toda clase de productos de alta calidad así como, espacios para el esparcimiento y diversión. La Plaza, se localiza sobre Periférico Norte, a la altura de Santa Mónica.
CASAS DE CULTURA
- Casa de Cultura Dr. Gustavo Baz Prada
- Casa de Cultura Pedro Labrada Cervantes
- Casa de Cultura Vista Hermosa
- Casa de Cultura Loma Bonita
- Casa de Cultura Luis Donaldo Colosio
- Centro de la Cultura y las Artes José Emilio Pacheco
- Casa de Cultura Sor Juana Inés de la Cruz
- Casa de Cultura San Felipe Ixtacala
- Casa de Cultura San Lucas Tepetlacalco
- Casa de Cultura Prado Vallejo
- Casa de Cultura Adolfo Quinteros Gómez

BIBLIOTECAS 
- Caracoles
- Prof. Agustín González Plata
- Lic. Narciso Bassols
- Xocoyahualco
- María Cárdenas de Malpica
- Loma Bonita
- Solidaridad
- Sor Juana Inés de la Cruz
- Miguel Hidalgo
- José Vasconcelos
- Lic. Jorge Vergara González
- Emiliano Zapata
- Antonio Aguilar Gil Constituyente de 1917
- Vista Hermosa
- Ignacio Ramírez Rosales
- Profa. Emma Godoy
- Domingo Zavala
- Sra. Bertha Díaz de León de Padilla
- Lic. Jesús Basurto Guerrero

TEATROS
- Foro al aire libre Algarabía, Col. Tlalnepantla Centro
- Teatro Centenario, Col. Ind. San Lorenzo
- Teatro Santa Cecilia, Col. Santa Cecilia Acatitlan
- "Teatro Eugenia León, Col. San Javier

INSTITUTOS DE CULTURA
- Instituto Municipal de la Cultura y las Artes de Tlalnepantla de Baz

Sitios Arqueológicos
- Santa Cecilia Acatitlán